# Munnopsurus giganteus
Munnopsurus giganteus là một loài chân đều trong họ Munnopsidae. Loài này được Sars miêu tả khoa học năm 1877.